# دالماتيا (رافد)
دالماتيا هو أحد روافد نهر سسكويهانا في مقاطعة نورثامبرلاند، بنسلفانيا، في الولايات المتحدة. بطول 2.8 ميل (4.5 كـم) ويتدفق عبر بلدة ماهانوي السفلى. تبلغ مساحة مستجمعات الخور 2.80 ميل مربع (7.3 كـم2).